# يجب أن نعيش معا
يجب أن نعيش معا (بالكورية: 같이 살래요)؛ هو مسلسل تلفزيوني كوري جنوبي من بطولة هان جي هاي ولي سانغوو. عرض المسلسل على قناة كي بي إس 2 من 17 مارس حتى 9 سبتمبر 2018.

## روابط خارجية
يجب أن نعيش معا على موقع روتن توميتوز (الإنجليزية)